# Bou moscat
Boul moscat (Ovibos moschatus) este un mamifer arctic din familia Bovidae cunoscut pentru blana groasă și pentru mirosul puternic emis de masculi, de la care provine numele său. Acest miros este folosit pentru atragerea femelelor în timpul sezonului de împerechere. Boii moscați trăiesc în partea arctică a Americii de Nord, Suediei, Siberiei și Norvegiei. Se grupează în turme care cuprind până la 60 de indivizi.
Deține recordul în rândul mamiferelor, pentru blana cu cele mai lungi fire. Acestea ating lungimea de 1 m și formează o manta lungă de lână care îi permite să reziste foarte bine la temperaturile glaciale din zonele în care trăiește: tundra canadiană arctică, Alaska și Groenlanda. Aceste temperaturi pot scădea pâna la -56 grade celsius. Lână lor, qiviut, este scumpă din cauza moliciunii, lungimii, și a bunei izolări. Prețurile sunt cuprinse între 40$ și 80$ pe uncie (28 g).

## Migrare
Se crede despre boii moscat, sau strămoșii săi, că au migrat în America de Nord între 200.000 și 90.000 de ani în urmă, în timpul perioadei Pleistocene, fiind contemporan cu mamutul lânos. A supraviețuit în timpul erei glaciare găsind zone fără gheață aflate la mare distanță de oamenii preistorici. A traversat America de Nord și a ajuns în Groenlanda la sfârșitul perioadei Holocen.

## Reproducere
În  timpul lungii parade nupțiale, masculii scot mugete surde și grave și se înfruntă violent pentru a obtine favoarea femelelor. Femela aduce pe lume un vițel o dată la 2 ani. La naștere vițeii cântăresc aproximativ 8 kg și cresc în greutate cu 0,6 kg/zi în prima lună de viață.
Atunci când turma este atacată de lupi, masculii formează un cerc de forță în jurul celor slabi și a vițeilor, folosindu-și coarnele ascuțite pentru a alunga lupii.